# Rubus pedatus
Rubus pedatus är en rosväxtart som beskrevs av James Edward Smith. Rubus pedatus ingår i släktet rubusar, och familjen rosväxter. Inga underarter finns listade i Catalogue of Life.

## Bildgalleri

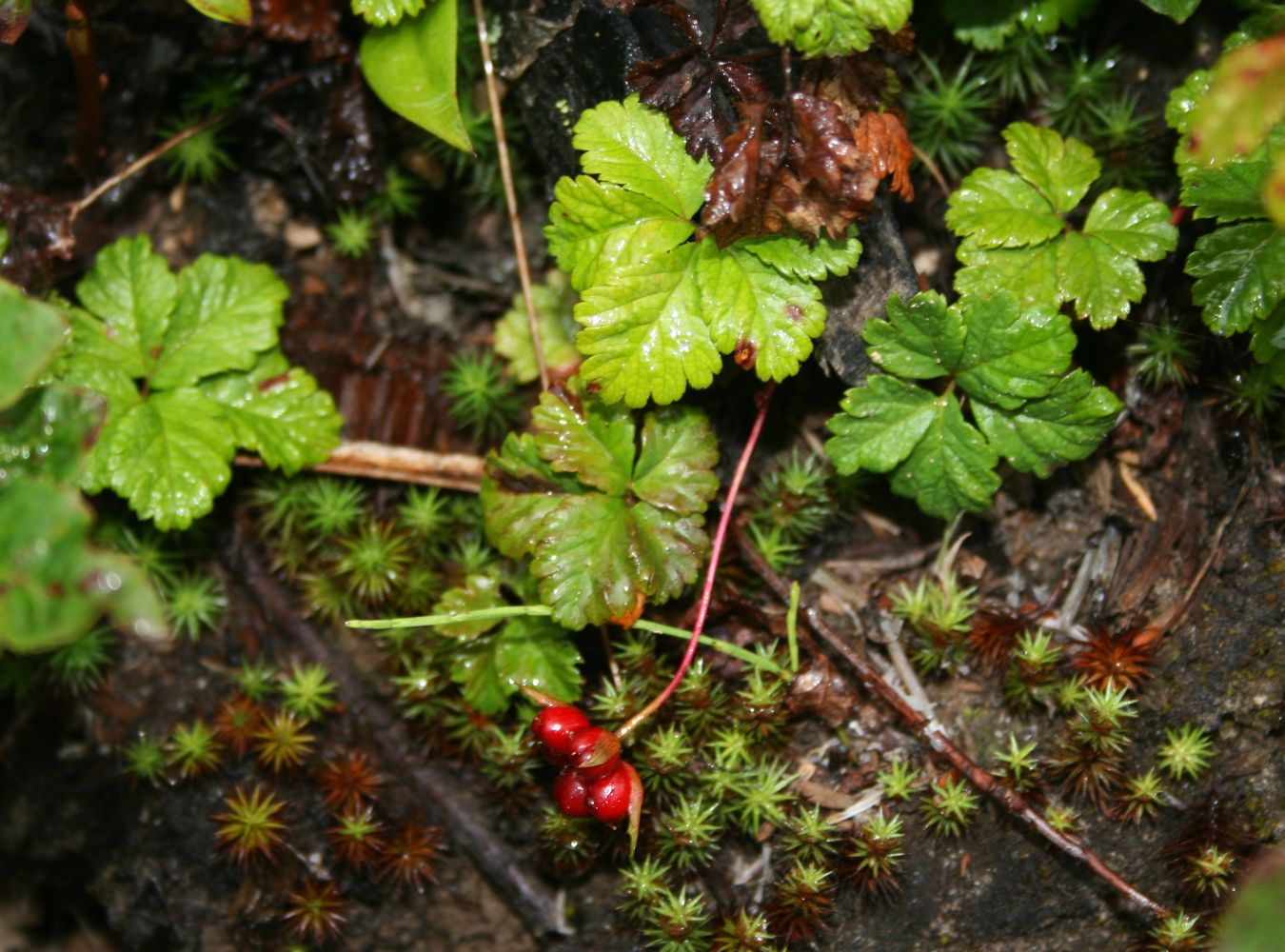
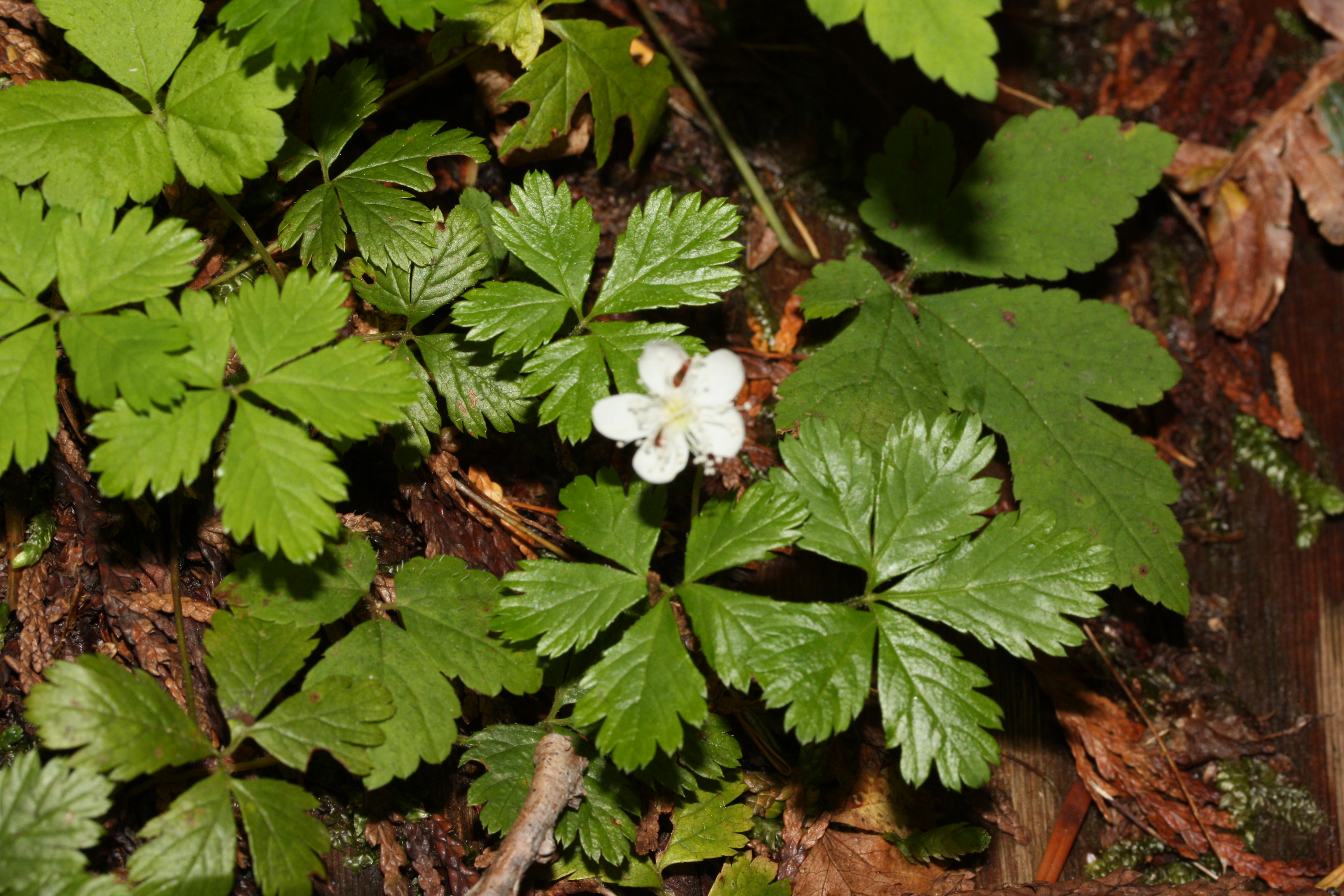
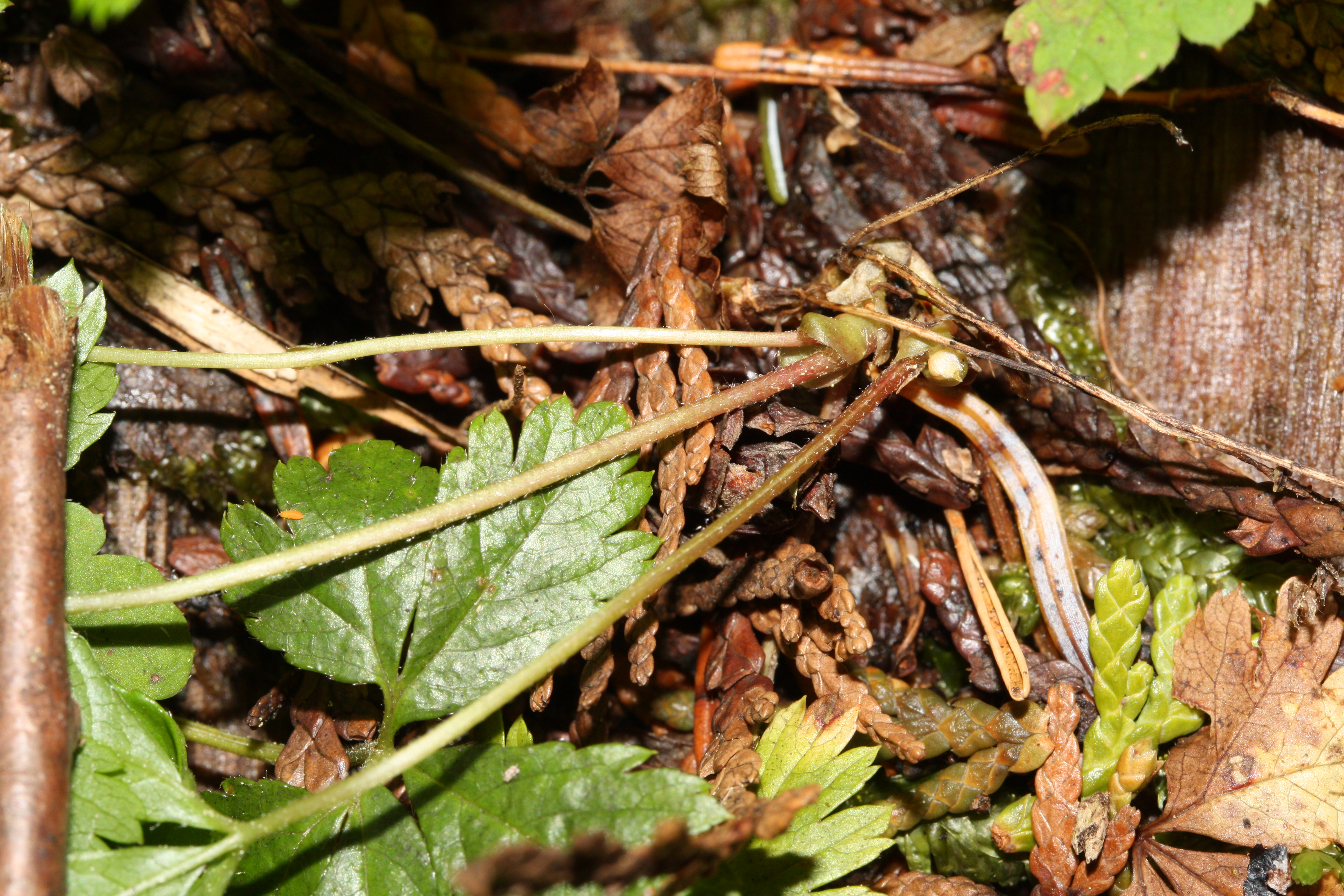
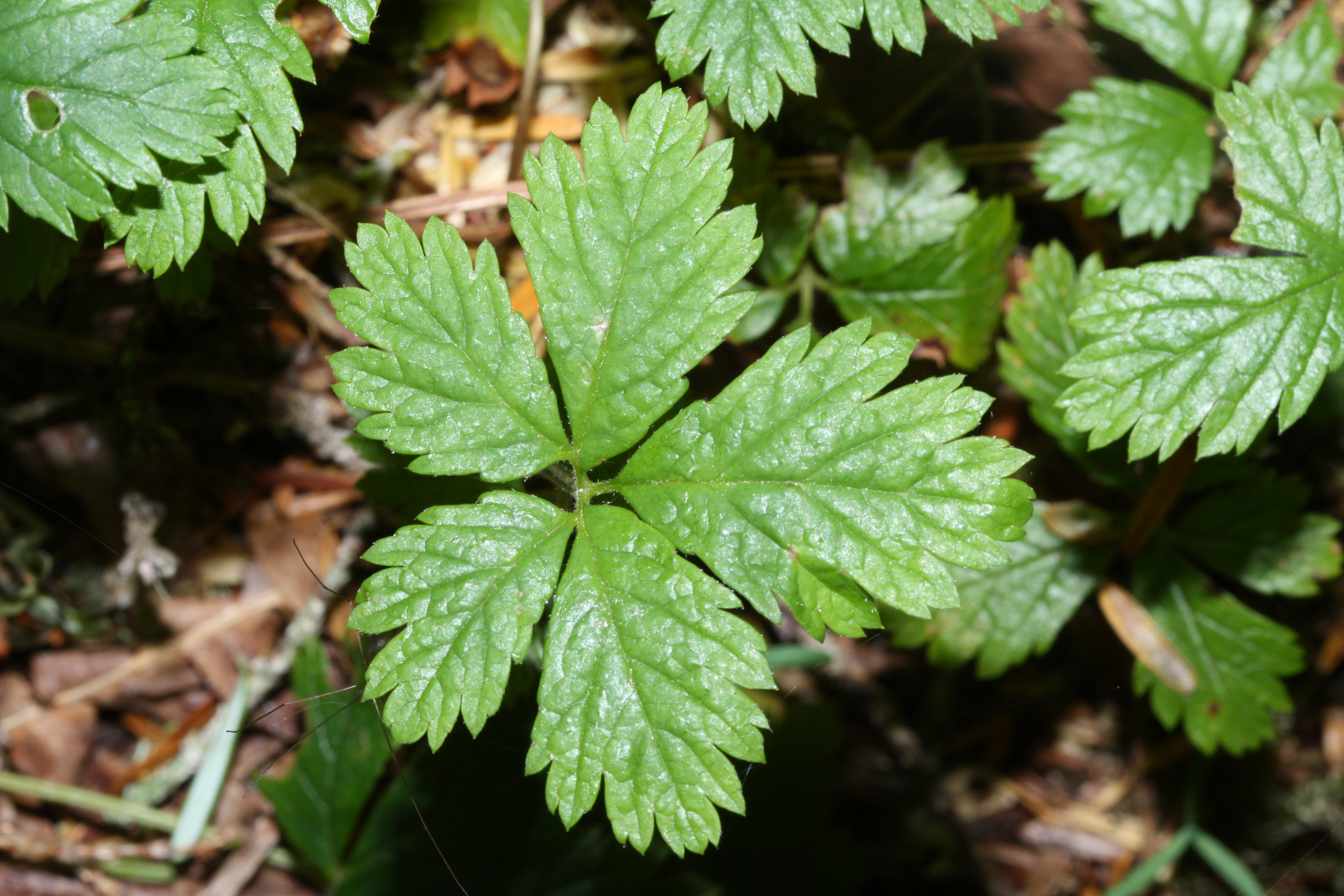
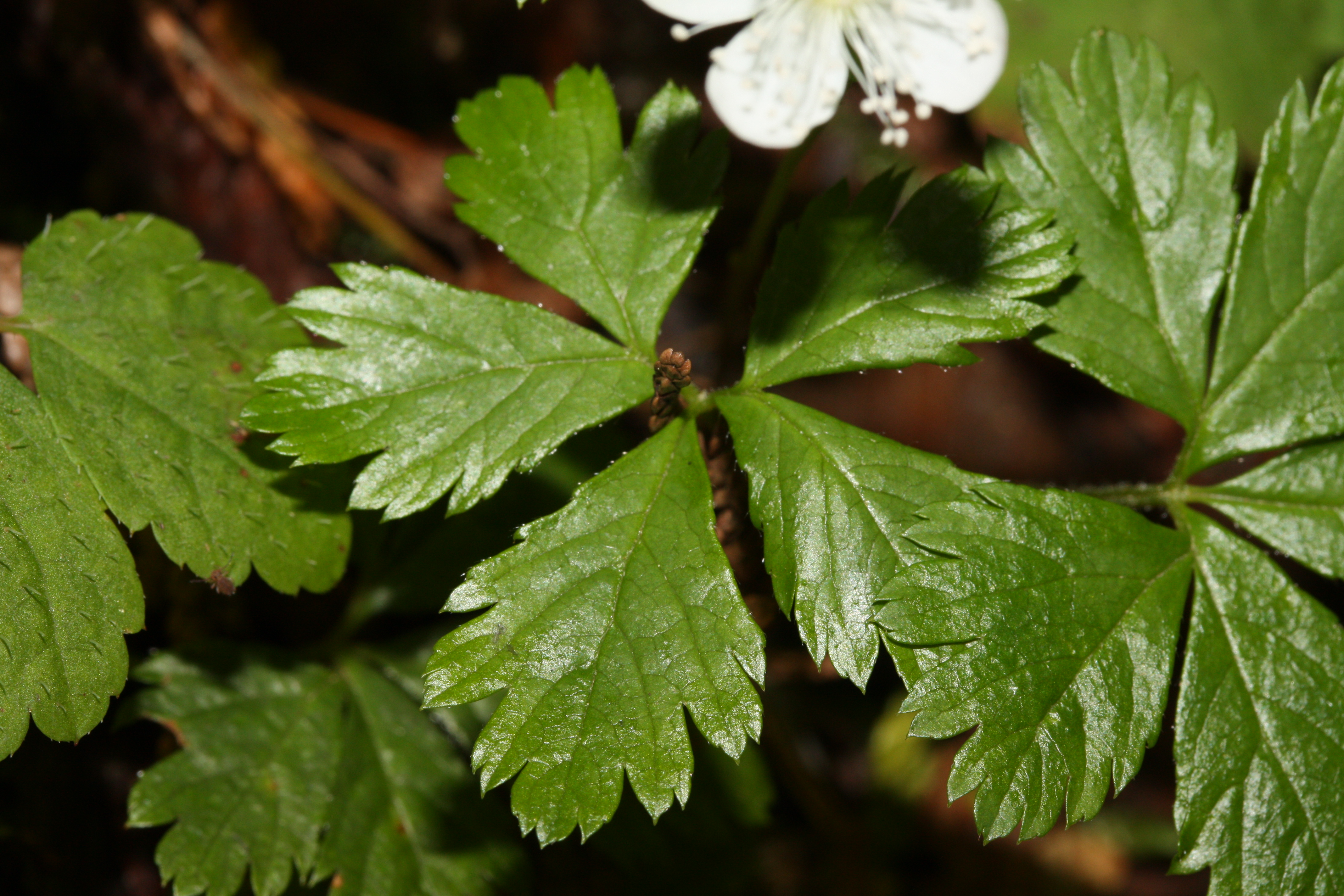
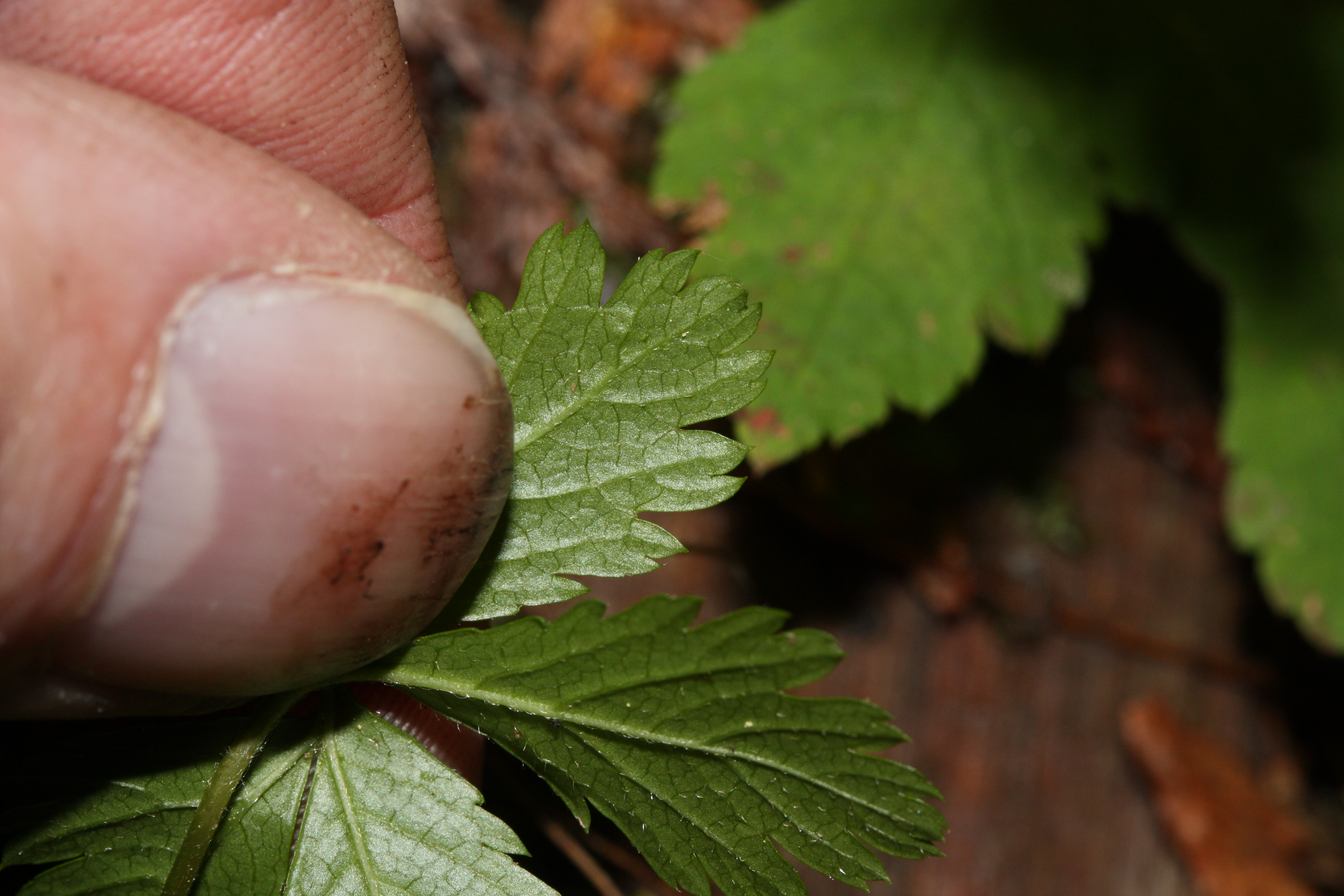